# Columbia megye (Wisconsin)
Columbia megye az Amerikai Egyesült Államokban, azon belül Wisconsin államban található. Megyeszékhelye és legnagyobb városa Portage. Lakosainak száma 58 490 fő (2020. április 1.). Columbia megye Marquette, Green Lake, Dodge, Dane, Sauk, Juneau és Adams megyékkel határos.

## Népesség
A megye népességének változása:
| Lakosok száma | 56 891 | 56 724 | 56 500 | 56 653 | 56 743 | 58 490 |
|               | 2010   | 2011   | 2012   | 2013   | 2015   | 2020   |